# Daniel Lipinski
Daniel Lipinski (ur. 15 lipca 1966) – amerykański polityk polskiego pochodzenia związany z Partią Demokratyczną. W latach 2005–2021 był przedstawicielem 3. okręgu wyborczego w stanie Illinois w Izbie Reprezentantów Stanów Zjednoczonych. Na miejscu tym zastąpił swojego ojca, Williama Olivera Lipinskiego.
Współprzewodniczący Zespołu ds. Polski w Izbie Reprezentantów Kongresu Stanów Zjednoczonych.